# Santanachelys
 Santanachelys  ist eine Gattung der nur fossil nachgewiesenen Meeresschildkrötenfamilie Protostegidae. Die einzige Art der Gattung, Santanachelys gaffneyi, galt bis zum Jahr 2015 die älteste bekannte fossile Meeresschildkröte. Die Fossilfunde der Art sind zur Charakterisierung und Erforschung der frühen Evolution der Echten Meeresschildkröten und der Lederschildkröten von großer Bedeutung. Santanachelys gaffneyi wurde von dem Erstbeschreiber Ren Hirayama in die heute ausgestorbene Familie der Protostegidae gestellt, deren prominentester Vertreter Archelon aus der Oberkreide Nordamerikas ist, die größte bekannte marine Schildkröte in der Erdgeschichte.

## Merkmale
Das Fossil der Santanachelys gaffneyi ist etwa 20 Zentimeter lang, der Panzer erreicht an seiner Mittelachse eine Länge von 14,5 Zentimeter. Als wichtigste Merkmale teilt Santanachelys gaffneyi die paddelartigen Gliedmaßen sowie den Aufbau des Schädels mit den heutigen Vertretern der Meeresschildkröten. Die Paddel sind dabei allerdings nicht so ausgeprägt und waren wahrscheinlich nur für kurze Schwimmstrecken dienlich. Der Schädel weist einige deutliche Gemeinsamkeiten mit denen heutiger Vertreter auf, etwa die großen interorbitalen Schädelfenster (eine Knochenlücke zwischen den Augen), die vermuten lassen, dass auch diese Art bereits ein Salzausscheidungssystem mit Salzdrüsen besaß. Vermutlich waren diese bereits vorhanden, bevor die Schildkröten endgültig in den marinen Lebensraum wechselten. Die Salzdrüsen könnten sich als nützlich in der Lagune erwiesen haben, die die Santana-Formation vor 110 Millionen Jahren wahrscheinlich war.
Von allen anderen bisher bekannten Vertretern der Meeresschildkröten unterscheidet sich Santanachelys gaffneyi durch die besondere, gebogene Form der ersten Rippe sowie durch die bewegliche Verbindung der Mittelhandknochen (Metacarpalia) und der Fingerknochen und eine deutlich andere Form des Oberarmknochens. Bei der offensichtlich sehr nah verwandten Gattung Rhinochelys, von der nur ein Schädel bekannt ist, sind es vor allem die deutlich schmaleren Nasenknochen, die sie von Santanachelys gaffneyi abgrenzt.

## Fundort und Alter
Gefunden wurde Santanachelys gaffneyi in Ostbrasilien in der Santana-Formation. Die Fossilien der Fundschicht wurden in den Ablagerungen der höchsten Unterkreide (Albium) gefunden und sind etwa 110 Millionen Jahre alt. Zudem wurden neben Santanachelys gaffneyi eine Vielzahl von Fischfossilien sowie auch einige interessante Schildkröten gefunden wurden, darunter die dem Taxon Araripemydidae zugeordnete Art Araripemys barretoi (Meylan, 1996) und die in das Taxon Bothremydidae eingeordnete Cearachelys placidoi.
Der Holotyp (THUg1386), also das der Erstbeschreibung zugrunde liegende Exemplar, befindet sich in der Teikyō-Heisei-Universität in Ichihara, Chiba, in Japan. Es handelt sich um ein beinahe komplettes und gut erhaltenes Skelett, weitere Fundstücke von Santanachelys gaffneyi sind bisher nicht bekannt.

## Bedeutung des Fossilfundes
Der Fund des Fossils in der Santana-Formation verschob den Fossilbefund für die Meeresschildkröten von der Oberkreide, aus der bereits bekannte Fossilien der Gattungen Rhinochelys und Notochelone stammen, etwa um zehn Millionen Jahre in die Unterkreide. 2015 wurde mit Desmatochelys padillai aus Kolumbien ein weiterer Vertreter der Protostegidae gefunden, dessen Alter auf etwa 120 Millionen Jahre geschätzt wird.
Die Merkmale von Santanachelys gaffneyi charakterisierten sie als den primitivsten Vertreter der bisher bekannten Protostegidae. Des Weiteren konnte durch diesen Fund nachgewiesen werden, dass eine Trennung der drei Meeresschildkrötenfamilien, den heute noch existierenden (rezenten) Echten Meeresschildkröten (Cheloniidae) und Lederschildkröten (Dermochelyidae) und den ausgestorbenen Protostegidae, bereits in der frühen Kreidezeit oder noch davor stattgefunden haben muss. Auch die Entstehung der Meeresschildkrötenverwandten (Chelonioidea) fand entsprechend wahrscheinlich weit früher statt als bislang angenommen. Als dritte Besonderheit des Fossils konnte herausgestellt werden, dass Santanachelys gaffneyi der erste Fund einer Protostegidae in Südamerika war. Bei dem gefundenen Tier kann davon ausgegangen werden, dass es sich um ein ausgewachsenes Exemplar handelt; als Indiz dafür kann der hohe Grad der Verknöcherung des Skeletts, vor allem des Schädels und der Gliedmaßen, angesehen werden.
Eine der bedeutendsten Fragen zur Anpassung der im Meer lebenden Schildkröten ist die nach dem Zeitpunkt, zu dem sich die Gliedmaßen zu paddelartigen Schwimmbeinen entwickelt haben. Eine getrennte Bewegung der Finger ist nach diesem Zeitpunkt nicht mehr möglich. Eine primitivere Form der Paddelgliedmaßen mit noch beweglichen Einzelfingern fand man etwa bei den Vertretern der Gattungen Toxochelys und Tasbacka innerhalb der Echten Meeresschildkröten aus dem späten Paläozän. Die Entdeckung der relativ primitiven paddelartigen Gliedmaßen bei Santanachelys gaffneyi bedeutet, dass sich die Paddel bei den drei Gruppen der Meeresschildkröten wahrscheinlich unabhängig voneinander entwickelt haben.
Auch die Entwicklung der bei den heute lebenden Vertretern der meeresbewohnenden Schildkröten wichtigen Salzdrüsen stellt eine wichtige Frage zur Entwicklungsgeschichte der Meeresschildkröten dar. Diese Drüsen helfen den Schildkröten, überschüssiges Salz, welches durch Osmose in den Körper gelangt, auszuscheiden, da die Nieren allein dieser Aufgabe nicht gewachsen sind. Die Salzdrüsen selbst sind große Drüsen am Innenrand der Augen; sie sind größer als das Gehirn der Tiere und nehmen entsprechend Platz im Schildkrötenschädel ein. Aus diesem Grunde besitzen die Meeresschildkröten ein großes als „Foramen interorbitale“ bezeichnetes Schädelfenster, es wird durch eine Knochenspange („Processus inferior parietalis“) begrenzt. Bei den Lederschildkröten fehlt diese Spange vollständig, entsprechend große Salzdrüsen besitzen die Tiere. Die Echten Meeresschildkröten sowie fossile Arten wie Santanachelys gaffneyi und andere Meeresschildkrötenverwandten (Toxochelys, Corsochelys) besitzen diesen Processus noch, jedoch als schmale Spange. Bei noch weiter zurückliegenden Arten ist er breiter. Es wird angenommen, dass die Arten mit einer schmalen Knochenspange entsprechend bereits gut ausgebildete Salzdrüsen besessen haben und auch schon in einem marinen Lebensraum gelebt haben müssen; sie haben diesen somit bereits weit vor der Entwicklung der Schwimmpaddel genutzt.

## Systematik
Die wissenschaftliche Erstbeschreibung der Art und auch der Gattung erfolgte durch den japanischen Paläontologen Ren Hirayama im Jahr 1998.
Auf der Basis eines Vergleiches von insgesamt 104 Merkmalen der Skelette verschiedener ausgestorbener und heute noch lebender Meeresschildkrötenverwandter und einiger Arten außerhalb dieses Taxons (Außengruppenvergleich) wurde von ihm eine kladistische Stammbaumanalyse durchgeführt, um Santanachelys gaffneyi innerhalb des Systems der Meeresschildkröten einzuordnen. Die Analyse wurde unter mit Hilfe der als PAUP (phylogenetic analysis using parsimony) bekannten Software durchgeführt und kam zu dem folgenden Ergebnis (vereinfacht):

| Protostegidae           | \| \| Santanachelys gaffneyi \| \| \| \| \| \| Archelon ischyros \| \| \| \| \| \| andere Protostegidae (Notochelone, Desmatochelys) \| \| Vorlage:Klade/Wartung/3 \| \| |
|                         | \| \| Santanachelys gaffneyi \| \| \| \| \| \| Archelon ischyros \| \| \| \| \| \| andere Protostegidae (Notochelone, Desmatochelys) \| \| Vorlage:Klade/Wartung/3 \| \| |
|                         | Lederschildkröten (Dermochelyidae) |
|                         | |
|                         | Santanachelys gaffneyi |
|                         | |
|                         | Archelon ischyros |
|                         | |
|                         | andere Protostegidae (Notochelone, Desmatochelys) |
| Vorlage:Klade/Wartung/3 | |

|                         | Santanachelys gaffneyi                            |
|                         |                                                   |
|                         | Archelon ischyros                                 |
|                         |                                                   |
|                         | andere Protostegidae (Notochelone, Desmatochelys) |
| Vorlage:Klade/Wartung/3 |                                                   |

| Protostegidae           | \| \| Santanachelys gaffneyi \| \| \| \| \| \| Archelon ischyros \| \| \| \| \| \| andere Protostegidae (Notochelone, Desmatochelys) \| \| Vorlage:Klade/Wartung/3 \| \| |
|                         | \| \| Santanachelys gaffneyi \| \| \| \| \| \| Archelon ischyros \| \| \| \| \| \| andere Protostegidae (Notochelone, Desmatochelys) \| \| Vorlage:Klade/Wartung/3 \| \| |
|                         | Lederschildkröten (Dermochelyidae) |
|                         | |
|                         | Santanachelys gaffneyi |
|                         | |
|                         | Archelon ischyros |
|                         | |
|                         | andere Protostegidae (Notochelone, Desmatochelys) |
| Vorlage:Klade/Wartung/3 | |

|                         | Santanachelys gaffneyi                            |
|                         |                                                   |
|                         | Archelon ischyros                                 |
|                         |                                                   |
|                         | andere Protostegidae (Notochelone, Desmatochelys) |
| Vorlage:Klade/Wartung/3 |                                                   |

## Namensgebung
Den wissenschaftlichen Namen leitet der Autor der Erstbeschreibung von der Fundstelle Santana in Brasilien sowie der griechischen Bezeichnung chelys für Schildkröte ab. Das Epitheton gaffneyi stellt eine Ehrung für Eugene S. Gaffney dar, der auf dem Gebiet der Fossilforschung bei Schildkröten als Autorität angesehen wird.

## Belege
1. 1 2 3 4 5 6 7 8 9 10 11  
Ren Hirayama: Oldest known sea turtle. In: Nature. Band 392, Nr. 6677, 1998, S. 705–708, doi:10.1038/33669 (Volltext).
2. ↑  
Eugene S. Gaffney, Diogenes de Almeida Campos, Ren Hirayama: Cearachelys, a New Side-Necked Turtle (Pelomedusoides: Bothremydidae) from the Early Cretaceous of Brazil (= American Museum Novitates. Nr. 3319, ISSN 0003-0082). American Museum of Natural History, New York NY 2001, doi:10.1206/0003-0082(2001)319<0001:CANSNT>2.0.CO;2, Volltext (PDF; 586 kB).
3. ↑  
E. A. Cadena, J. F. Parham: Oldest known marine turtle? A new protostegid from the Lower Cretaceous of Colombia. In: PaleoBios. Band 32, 2015, doi:10.5070/P9321028615.